# White Diamondstoernooi
Het White Diamonds Toernooi is een jaarlijkse internationaal basketballtoernooi dat in Haaksbergen gehouden wordt. Het toernooi ontstond eind jaren '70 via Basketballvereniging Uitsmijters uit Almelo, waar het toernooi tot 2007 werd georganiseerd. Met als initiatiefnemer Jan Steenhagen en werd gedurende jaren 80 een zelfstandige organisatie. Hoewel het toernooi jarenlang vele grote namen van over de gehele wereld in haar deelnemersveld had staan, bleef het achter bij de Haarlem Basketball Week.
In 2005 ging het toernooi niet door vanwege een conflict met de gemeente Almelo. Hierbij kwamen de organisatorische en financiële problemen, waarmee het toernooi al jaren kampt, naar voren.

## Winnaars
- 2010: ABC Amsterdam
- 2009: Eclipse Jet Amsterdam
- 2008: Groene Uilen
- 2007: Emmen Eagles